# Luisa Iovane
Luisa Iovane (* 27. června 1960 Benátky) je italská horolezkyně a bývalá reprezentantka ve sportovním lezení, medailistka ze závodů Sportroccia a Rock Master. Jako první žena přelezla cestu obtížnosti 8a v roce 1986.
Na prvním ročníku světového poháru skončila celkově druhá. První a osminásobná vítězka mistrovství Itálie a pětinásobná vítězka Italského poháru v lezení na obtížnost.
Závodila také v lezení na rychlost, na mistrovství Itálie získala dvakrát bronz.
Jejím nejen lezeckým partnerem je již od studií geologie na padovské univerzitě rakouský horolezec Heinz Mariacher, se kterým přelézali extrémní skalní cesty v horách (na Marmoladě šest). Oba byli ve své době nejlepšími dolomitskými skalními lezci (v roce 1989: pán jižní stěny Marmolady - 15 prvovýstupů a nejlepší dolomitská lezkyně všech dob). Luisa také lezla v horách sólo cesty do obtížnosti VI. stupně.

## Výkony a ocenění
Patří k pěti italským lezcům mezi hvězdami světového lezení, o kterých napsal Heinz Zak ve své knize Rock Stars z roku 1995.
- 1980: první ženský přelez cesty obtížnosti 8a

- 1985-1989: jediný italský medailista na závodech Sportroccia, jedna ze dvou žen, které se zde podařilo získat tři medaile (Francouzka Catherine Destivelle tři zlaté)
- 1987: na prvním ročníku mezinárodních prestižních závodů Rock Master v italském Arcu skončila druhá, poté se na tyto závody nominovala ještě více než desetkrát
- 1989: jediná italská medailistka v celkovém hodnocení světového poháru ve sportovním lezení (rok 2016), pouze v hodnocení kombinace disciplín získala až v letech 2002-2005 stříbro a bronz Jenny Lavarda, z mužů získal první (stříbrnou) medaili v lezení na obtížnost Luca Zardini v roce 1992
- 1985-1996: v prvních dvanácti ročnících mistrovství Itálie v lezení na obtížnost vyhrála osmkrát a jednou byla druhá
  - 1997-2006: na následujících deseti mistrovstvích byla osmkrát druhá a jednou třetí (do popředí se dostala Jenny Lavarda, která vyhrála čtrnáctkrát)
  - celkem tedy za 22 let na MI získala 18 medailí (8/9/1) v lezení na obtížnost a dvě bronzové za rychlost

### Hory
- 1979: Vogelwild, VII, J stěna, Marmolada, Itálie; L. Iovaneová, H. Mariacher, L. Rieser - prvovýstup
- 1980: Abrakadabra, VII-, Marmolada; L. Iovaneová, H. Mariacher - prvovýstup
- 1982: Moderní doba, Marmolada; L. Iovaneová, H. Mariacher - prvovýstup
- 1984: Cesta přes Rybu, J stěna, Marmolada; L. Iovaneová, H. Mariacher, B. Pederiva, M. Zanolla - 2. výstup (o výstup se pokoušeli již před Kollerem a Šustrem a také marně v roce 1983, tehdy nejtěžší cesta Dolomit)

### Závodní výsledky
| Sportroccia | Sportroccia | Sportroccia | Sportroccia |
| Rok         | 1985        | 1988        | 1989        |
| ----------- | ----------- | ----------- | ----------- |
| Obtížnost   | 2           | 3           | 3           |

| Arco Rock Master | Arco Rock Master | Arco Rock Master | Arco Rock Master | Arco Rock Master | Arco Rock Master | Arco Rock Master | Arco Rock Master | Arco Rock Master | Arco Rock Master | Arco Rock Master | Arco Rock Master | Arco Rock Master |
| Rok              | 1987             | 1992             | 1993             | 1994             | 1995             | 1996             | 1997             | 1998             | 1999             | 2000             | 2001             | 2002             |
| ---------------- | ---------------- | ---------------- | ---------------- | ---------------- | ---------------- | ---------------- | ---------------- | ---------------- | ---------------- | ---------------- | ---------------- | ---------------- |
| Obtížnost        | 2                | 7                | 8                | 7                | 8                | 8                | 8                | 8                | 6                | 9                | 10               | 12               |

| Mistrovství světa | Mistrovství světa | Mistrovství světa | Mistrovství světa | Mistrovství světa | Mistrovství světa | Mistrovství světa |
| Rok               | 1991              | 1993              | 1995              | 1997              | 1999              | 2005              |
| ----------------- | ----------------- | ----------------- | ----------------- | ----------------- | ----------------- | ----------------- |
| Obtížnost         | 9                 | 7                 | 11-13             | 8                 | 32                | 53                |

| Světový pohár       | Světový pohár | Světový pohár | Světový pohár | Světový pohár    | Světový pohár | Světový pohár | Světový pohár | Světový pohár | Světový pohár  | Světový pohár | Světový pohár | Světový pohár | Světový pohár | Světový pohár  | Světový pohár | Světový pohár | Světový pohár |
| Rok                 | 1989          | 1990          | 1991          | 1992             | 1993          | 1994          | 1995          | 1996          | 1997           | 1998          | 1999          | 2000          | 2001          | 2002           | 2003          | 2004          | 2005          |
| ------------------- | ------------- | ------------- | ------------- | ---------------- | ------------- | ------------- | ------------- | ------------- | -------------- | ------------- | ------------- | ------------- | ------------- | -------------- | ------------- | ------------- | ------------- |
| Obtížnost           | 2             | 5             | 5             | 6                | 8             | 18            | 23            | 12            | 14             | 5             | 14            | 42            | 33            | 24             | 39            | 29            | 87            |
| jednotlivě* (1/2/3) | ,,-, · -,,,10 | 5,5,-, · -,,5 | 7,6,8, · 8,,6 | 10,7,8, 6,11,7,5 | 8,17, 18,7,8  | 14,20, 41,8   | 8             | 9,11          | 26,13,9, 14,14 | 13,10,5       | 15,10, 14,22  | 20,37         | 31,21,19      | 24,24, 24,20,9 | 23,18,20      | 21,24         | 28            |
|                     |               |               |               |                  |               |               |               |               |                |               |               |               |               |                |               |               |               |
| Bouldering          | —             | —             | —             | —                | —             | —             | —             | —             | —              | —             | —             | —             | —             | —              | 45-47         | —             | —             |
| jednotlivě*         | —             | —             | —             | —                | —             | —             | —             | —             | —              | —             | —             | —             | —             | —              | 17            | —             | —             |
|                     |               |               |               |                  |               |               |               |               |                |               |               |               |               |                |               |               |               |
| Kombinace           | —             | —             | —             | —                | —             | —             | —             | —             | —              | —             | —             | —             | —             | —              | 28            | —             | —             |

- poznámka: nalevo jsou poslední závody v roce

| Mistrovství Evropy | Mistrovství Evropy | Mistrovství Evropy | Mistrovství Evropy | Mistrovství Evropy | Mistrovství Evropy |
| Rok                | 1992               | 1996               | 1998               | 2000               | 2004               |
| ------------------ | ------------------ | ------------------ | ------------------ | ------------------ | ------------------ |
| Obtížnost          | 34-35              | 20-25              | 9                  | 10                 | 18                 |

| Mistrovství Itálie | Mistrovství Itálie | Mistrovství Itálie | Mistrovství Itálie | Mistrovství Itálie | Mistrovství Itálie | Mistrovství Itálie | Mistrovství Itálie | Mistrovství Itálie | Mistrovství Itálie | Mistrovství Itálie | Mistrovství Itálie | Mistrovství Itálie | Mistrovství Itálie | Mistrovství Itálie | Mistrovství Itálie | Mistrovství Itálie | Mistrovství Itálie | Mistrovství Itálie |
| Rok                | 1985               | 1987               | 1988               | 1989               | 1990               | 1992               | 1993               | 1994               | 1996               | 1997               | 1998               | 1999               | 2000               | 2001               | 2002               | 2003               | 2004               | 2006               |
| ------------------ | ------------------ | ------------------ | ------------------ | ------------------ | ------------------ | ------------------ | ------------------ | ------------------ | ------------------ | ------------------ | ------------------ | ------------------ | ------------------ | ------------------ | ------------------ | ------------------ | ------------------ | ------------------ |
| Obtížnost          | 1                  | 1                  | 1                  | 2                  | 1                  | 1                  | 1                  | 1                  | 1                  | 2                  | 2                  | 2                  | 2                  | 2                  | 3                  | 2                  | 2                  | 2                  |
| Rychlost           |                    |                    |                    |                    |                    |                    |                    |                    |                    |                    |                    |                    |                    |                    | 3                  | 3                  |                    |                    |

| Italský pohár | Italský pohár | Italský pohár | Italský pohár | Italský pohár | Italský pohár |
| Rok           | 1994          | 1997          | 1998          | 2003          | 2004          |
| ------------- | ------------- | ------------- | ------------- | ------------- | ------------- |
| Obtížnost     | 1             | 1             | 1             | 1             | 1             |

### Skalní lezení
- 1986: Come Back, 8a (5.13b / 9+), Pozza di Fassa, Val San Nicolò, Itálie - první ženský přelez 8a
- 1998: Doping, 8a+, Val San Nicolò, Itálie